# 이정우 (1971년)
이정우(1971년 9월 14일 ~ )는 대한민국의 배우이다.

## 학력
- 대원외국어고등학교 스페인어과
- 서울예술전문대학 영화과

## 출연 작품

### 영화
- 《용서는 없다》 (2010년) - 민병도 역
- 《마을금고 연쇄습격사건》 (2007년) - 메가폰 경찰 역
- 《공필두》 (2006년) - 검찰청 형사 2 역
- 《마이 캡틴 김대출》 (2006년) - 서커스 단원 광현 역
- 《강력3반》 (2006년) - 좀도둑 역
- 《재밌는 영화》 (2002년) - 막동이 역
- 《피도 눈물도 없이》 (2002년) - 촌뜨기들 역
- 《가위》 (2000년) - 미령 상대남 / 연극배우 역
- 《기막힌 사내들》 (1998년) - 한가닥 10 역
- 《스카이 닥터》 (1997년) - 이순경 역
- 《진짜 사나이》 (1996년) - 카스턴트 역
- 《공룡 선생》 (1992년) - 필종 역
- 《열 일곱살의 쿠테타 》 (1991년)
- 《수탉》 (1990년) - 정비사 역
- 《그래 가끔 하늘을 보자》 (1990년) - DJ 역
- 《행복은 성적순이 아니잖아요》 (1989년) - 학생 2 역

### 드라마
- 《파도야 파도야》 (2018년, KBS2)
- 《다 잘될 거야》 (2015년, KBS2)
- 《고양이는 있다》 (2014년, KBS1)
- 《산 너머 남촌에는 2》 (2012년, KBS1) - 박계장 역
- 《경성기방 영화관》 (2008년, OCN) - 사사끼 역
- 《드라마시티 - 신파를 위하여》 (2007년, KBS2) - 방종필 역
- 《드라마시티 - 그 남자가 그린 것》 (2007년, KBS2) - 김상무 역
- 《서동요》 (2005년, SBS) - 고도 역